# Bert Roest
Bert Roest (* 5. Juni 1965 in Rotterdam) ist ein niederländischer Historiker.

## Leben
Roest studierte moderne Geistesgeschichte und Mittelalterstudien in Groningen und Toronto und verteidigte 1996 bei Dick de Boer, Arend H. Huussen und Peter Raedts seine Doktorarbeit. Derzeit ist er Dozent für mittelalterliche Geschichte an der Radboud-Universität Nijmegen.
Er untersucht dämonologische Schriften des späten Mittelalters und der frühen Neuzeit sowie franziskanische Diskurse über Laienfrauen (13.–18. Jh.).

## Schriften (Auswahl)
- Reading the book of history. Intellectual contexts and educational functions of Franciscan historiography 1226–ca. 1350. Groningen 1996, ISBN 90-367-0659-9.
- A history of Franciscan education (c. 1210–1517). Leiden 2000, ISBN 90-04-11739-3.
- Franciscan literature of religious instruction before the Council of Trent. Leiden 2004, ISBN 90-04-14026-3.
- Order and disorder. The Poor Clares between foundation and reform. Leiden 2013, ISBN 978-90-04-24363-7.
- Franciscan learning, preaching and mission c. 1220–1650. Cum scientia sit donum Dei, armatura ad defendendam sanctam Fidem catholicam .... Leiden 2015, ISBN 90-04-28061-8.